# Euploea peducaea
Euploea peducaea är en fjärilsart som beskrevs av Hans Fruhstorfer 1910. Euploea peducaea ingår i släktet Euploea och familjen praktfjärilar. Inga underarter finns listade i Catalogue of Life.